# Wilcza Nora

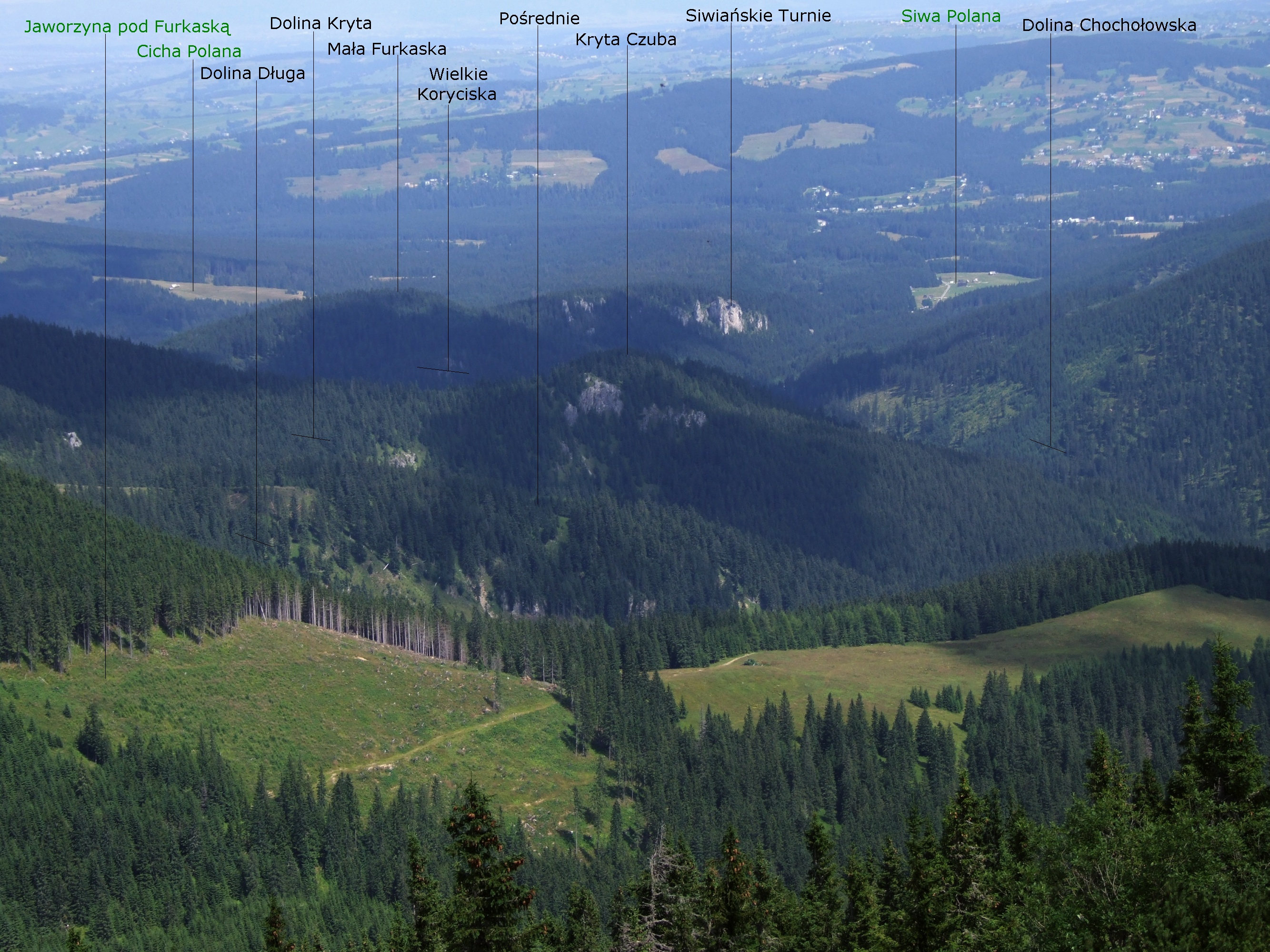
Widok z Bobrowca na Wielkie Koryciska

Wilcza Nora – jaskinia w Dolinie Chochołowskiej w Tatrach Zachodnich. Wejście do niej znajduje się w górnej części doliny Wielkie Koryciska, w pobliżu jaskiń: Skośna Szpara, Szczelina w Wielkich Koryciskach i Schron w Wielkich Koryciskach, na wysokości 1079 m n.p.m. Długość jaskini wynosi 12 metrów, a jej deniwelacja 3 metry.

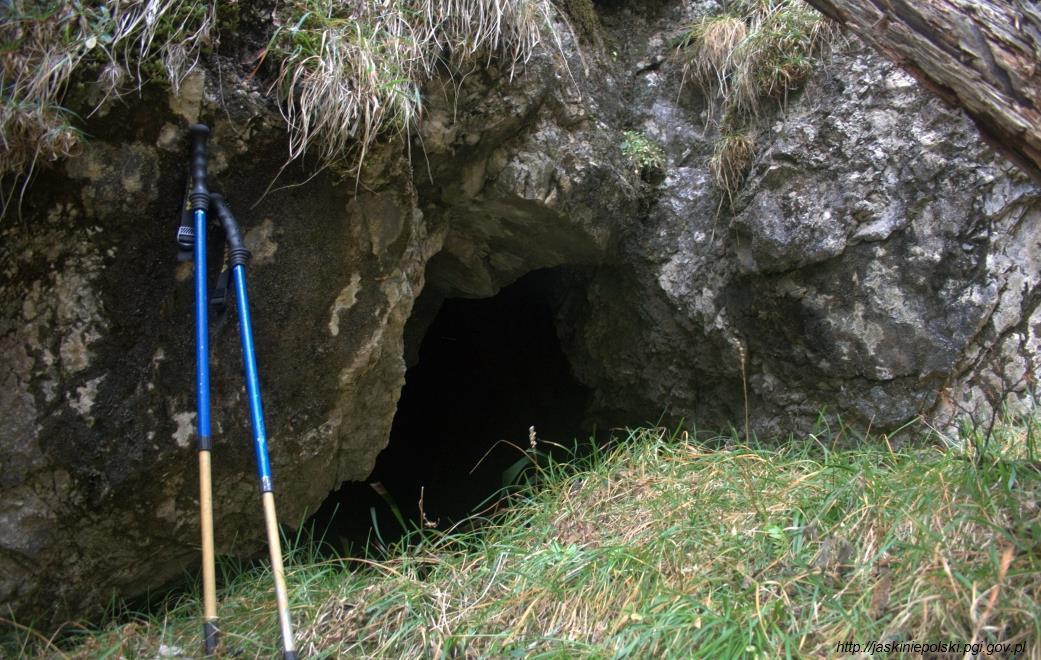
Otwór jaskini

## Opis jaskini
Jaskinię stanowi poziomy korytarz zaczynający się w niewielkim otworze wejściowym (znajduje się tu 2,6-metrowy kominek), a kończący 3,2-metrowym kominkiem.

## Przyroda
W jaskini można spotkać nacieki grzybkowe i mleko wapienne. Ściany są wilgotne, brak jest na nich roślinności.

## Historia odkryć
Jaskinia była prawdopodobnie znana od dawna. Jej pierwszy plan i opis sporządził leśniczy Tomasz Mączka w 1994 roku.